# Coleophora ulmivorella
Coleophora ulmivorella é uma espécie de mariposa do gênero Coleophora pertencente à família Coleophoridae.